# Gian Burrasca (film 1982)
Gian Burrasca è un film del 1982 diretto da Pier Francesco Pingitore e interpretato da Alvaro Vitali. È il terzo adattamento del celebre romanzo Il giornalino di Gian Burrasca, dopo il primo film del 1943 e il ben più famoso sceneggiato del 1964 con protagonista Rita Pavone.

## Trama
Roma, 1910. Giannino Stoppani, detto Gian Burrasca, è un ragazzo incline a scherzi di pessimo gusto. Durante la sua festa di compleanno fa esplodere un mortaretto sulla torta preparata per lui. Da lì in poi ci sarà una sequela di bravate che lo porteranno ad essere detestato da tutti, tranne che da sua madre.
A scuola Gian Burrasca manca di rispetto al personale e viene sempre sottoposto ad una ferrea disciplina dal suo professore. Anche in famiglia il suo comportamento è sopra le righe: a farne le spese è soprattutto l'avvocato Maralli, fidanzato e promesso sposo di sua sorella Virginia. Giannino, non contento di aver ricevuto in dono dei pattini, chiede al padre di regalargli una bicicletta e, in cambio, gli promette di portare a casa un'ottima pagella. Suo padre sa già che questo è un sogno irrealizzabile ma, flebilmente speranzoso, afferma che in quel caso le cose potrebbero anche cambiare. Giannino, di notte, sgattaiola nella presidenza della scuola e, con la scolorina, manomette sia la sua pagella che quella del suo compagno Walter Carloni, il primo della classe. Il giorno dopo, il preside consegna le pagelle e resta sbigottito. Il preside rimprovera Carloni e loda Gian Burrasca, tra lo stupore del professore e dei compagni. Tuttavia la farsa viene smascherata quando il preside chiede a Gian Burrasca di coniugare il congiuntivo imperfetto del verbo avere e lui naturalmente sbaglia inventandoselo: il preside, rimbrottandolo piano, piano, sospende Gian Burrasca per tre settimane e gli ordina di presentarsi accompagnato da suo padre a scuola. Il mattino seguente Gian Burrasca chiede allora a Spezzafé, uno spazzino, di spacciarsi per suo padre. L'uomo però si immedesima nella parte (o forse si scandalizza davvero dei voti bassi) e lo schiaffeggia per davvero, davanti a tutta la classe che ride, mentre Gian Burrasca, dopo aver evitato l'ultimo schiaffo di Spezzafé che si fece male ad una mano, riesce a fuggire in fretta e furia per nascondersi e difendersi dalla violenza manesca dell'uomo prima di farsi sospendere per settimane da scuola.
Dopo l'ennesima lite col padre, Gian Burrasca decide di andare in campagna da sua zia Bettina, ma anche lì combina un guaio dopo l'altro: in particolare, dopo aver rotto l'urna con le ceneri dello zio Fernando, mischia le ceneri con la farina della torta che Bettina cucina per il cavaliere Gussoni. Tornato a Roma, Giannino tenta di divertire tutti con un gioco di prestigio, ma fallisce e colpisce l'avvocato Maralli a un occhio. Dopo questo gesto, viene mandato nel collegio "Pierpaolo Pierpaoli", dove si spera che rinsavisca e diventi un uomo. Ma Gian Burrasca è implacabile: dopo aver spiato il cuoco e scoperto che la minestra che veniva servita la domenica era fatta con tutti gli avanzi della settimana, decide di vendicarsi e quindi fa credere al direttore di essere sonnambulo, sabota il minestrone riservato al direttore Stanislao detto "Calpurnio" e alla direttrice Gertrude con del purgante e approfitta di un finto rituale esoterico per far picchiare i bruschi e crudeli direttori del collegio. Dopo tutti questi scherzi Gian Burrasca, fuggendo con i suoi compagni, si autoespelle dal collegio e torna a casa verso Roma, dove si sta festeggiando il matrimonio tra Virginia e l'avvocato Maralli. Un altro scherzo ha luogo: nascondendo una scatola di fuochi d'artificio nel camino, questo viene acceso scatenando tutta la potenza di fuoco. Questa volta però a Gian Burrasca va male poiché suo padre lo rinchiude in uno zoo.

## Luoghi delle riprese
Il film è stato girato a Roma, tra il quartiere Trastevere, il Pincio e Villa Borghese. La scuola di Giannino si trova nel quartiere Trastevere ed è l'Istituto Comprensivo "Regina Margherita", situato in via Madonna dell'Orto, usato anche nell'ultimo lungometraggio dedicato a Pierino, Pierino torna a scuola.

## Curiosità
Dal registro di classe è possibile vedere che Giannino Stoppani è nato a Roma, il 20 luglio 1897, il che significa che nel film ha circa tredici anni. Alvaro Vitali all'epoca delle riprese ne aveva trentuno.